# Вазюкское сельское поселение
Вазюкское сельское поселение — упразднённое муниципальное образование в составе Опаринского района Кировской области России.
Центр — посёлок Вазюк.

## История
Вазюкское сельское поселение образовано 1 января 2006 года согласно Закону Кировской области от 07.12.2004 № 284-ЗО, в его состав вошли Вазюкский и Кузюгский сельские округа.
К 2021 году упразднено в связи с преобразованием муниципального района в муниципальный округ.

## Население
| 2010 | 2012 | 2013 | 2014 | 2015 | 2016 | 2017 |
| ---- | ---- | ---- | ---- | ---- | ---- | ---- |
| 599  | ↘562 | ↘551 | ↗556 | ↘532 | ↘512 | ↘487 |
| 2018 | 2019 | 2020 | 2021 |      |      |      |
| ↘483 | ↘459 | ↘429 | ↘390 |      |      |      |

## Состав
В состав поселения входят 8 населённых пунктов (население, 2010):
- посёлок Вазюк — 571 чел.;
- деревня Ванинская — 0 чел.;
- деревня Волоковая 1 — 0 чел.;
- деревня Волоковая 2 — 0 чел.;
- посёлок Нагибино — 5 чел.;
- деревня Ново-Кузюгская — 0 чел.;
- деревня Петровская — 3 чел.;
- деревня Сергеевская Веретея — 20 чел.